# Wang Guangyi
Dans ce nom chinois, le nom de famille, Wang, précède le nom personnel.
Wang Guangyi (né en 1957 à Harbin, dans la province du Heilongjiang, dans le nord-est de la Chine), est un peintre, sculpteur et créateur d'installations chinois contemporain.
Wang Guangyi est certainement l'un des artistes contemporains les plus connus et les plus significatifs travaillant actuellement en Chine. Il vit aujourd'hui à Pékin. La Galerie Bellefroid de Paris, organise sa première exposition personnelle en 1993.

## Biographie
Wang Guangyi étudie à l'Académie des Beaux-Arts du Zhejiang (à Hangzhou), actuelle Académie nationale des Beaux-Arts, dont il est diplômé en 1984.
Fondateur et animateur du mouvement Political Pop Art apparu en Chine à la fin des années 1980, Wang Guangyi est particulièrement connu pour ses tableaux de la série Great Criticism, initiée dans les années 1990 où il détourne la propagande maoïste en juxtaposant, avec des affiches vantant la Révolution culturelle, des symboles et des publicités commerciales de l’Occident, comme Armani, BMW, Carlsberg, Chanel, Coca-Cola, Dell, Dior, Disney, Ferrari, Gillette, Izod (en), Mexx, PepsiCo, Porsche, Rolex, Time Warner.
Ainsi, Artinfo écrit qu'une de ces peintures « répond au récent afflux de publicité en juxtaposant le logo de Coca-Cola avec l'image d'un soldat chinois, en s'appropriant l'iconographie visuelle tant de la Révolution culturelle chinoise que du Pop Art américain ».
Avec Yue Minjun, Zeng Fanzhi, Fang Lijun, Wang Guangyi est l'un des nouveaux artistes chinois les plus cotés. Son Mao AO, un triptyque de grande dimension, peint en 1988, a été adjugé 2 036 000 £ ($ 4,1 millions $) lors d'une vente chez Phillips de Pury & Company (en) à Londres, en décembre 2007.

## Sélection d'œuvres
- Mao AO, 1988
- Eternal Halo 2004
- Art Go, 2006
- Série Aesthetics of Cold War
- Série Belief
- Série Great criticism
- Série Red visa
- Série Materialist (sculpture)

## Principales expositions

### Personnelles
- 1993 : Galerie Bellefroid, Paris
- 1994 : Hanart T Z Gallery, Hong Kong
- 1997 : Galerie Klaus Littmann, Bâle
- 2001 : ShanghART Gallery, Shanghai
- 2001 : SooBin Art Gallery, Singapour
- 2003 : Galerie Enrico Navarra, Paris
- 2003 : Hanart T Z Gallery, Hong Kong
- 2004 : Galerie Urs Meile, Lucerne
- 2006 : Arario Gallery, Séoul
- 2007 : Galerie Thaddaeus Ropac, Paris
- 2008 : Louise T Blouin Institute, Londres

### Collectives
- 1989 : China Avant-garde, National Art Gallery, Pékin
- 1990 : I Don’t Want to Play Cards with Cezanne: China’s Avant-garde, Pacific Asian Museum (en),Pasadena
- 1992 : China, Avant-Garde, Haus der Kulturen der Welt, Berlin
- 1992 : Foire Internationale d'Art, Canton
- 1994 : Biennale internationale d'art, São Paulo
- 1995 : Art to Swatch, Museum of Architecture & Design, The Chicago Athenaeum, Chicago
- 1996 : China, Kunstmuseum Bonn
- 2000 : 20th Century Chinese Oil Painting Exhibition, National Art Gallery, Pékin
- 2001 : Faces of Faith, SooBin Art Gallery, Singapour
- 2002 : Chinese Modernity, Fundación Armando Álvares Penteado São Paulo
- 2002 : Paris-Pékin, Espace Cardin, Paris
- 2002 : The Strength of Picture, He Xiangning Art Museum, Shenzhen
- 2002 : Triennale de Canton
- 2003 : Alors, la Chine ?, Centre Georges-Pompidou, Paris
- 2004 : Chine, le corps partout, Musée d'art contemporain de Marseille[3]
- 2005 : Mahjong, Kunstmuseum, Berne
- 2005 : Beautiful Cynicism, Arario Gallery, Pékin
- 2006 : Jiang Hu, Tilton Gallery, New York
- 2006 : Plato and His Seven Spirit, OCT Contemporary Art Terminal, Shenzhen
- 2008 : China Gold, Musée Maillol, Paris